# Dagmar Vollmer
Dagmar Vollmer (...) è una sciatrice tedesca paralimpica, che ha rappresentato la Germania nello sci alpino in quattro Giochi paralimpici invernali, vincendo in totale tre medaglie, di cui una medaglia d'argento e due medaglie di bronzo.

## Carriera

### Paralimpiadi 1992
Alle Paralimpiadi invernali del 1992 ad Albertville, in Francia, Vollmer ha vinto la medaglia di bronzo nella gara di supergigante (con un tempo di 1:22.18 si è posizionata terza, dietro alla canadese Caroline Viau con 1:17.70 e alla ceca Marcela Mišúnová con 1:21.16. Si è posizionata invece al 6º posto nello slalom speciale, al 4° sia nella discesa libera sia nello slalom gigante.

### Paralimpiadi 1994
Due anni più tardi, alle Paralimpiadi di Lillehammer 1994, Vollmer ha vinto due medaglie (argento nello slalom gigante LW6/8 e bronzo nel superG LW6/8) e si è classificata quinta nello slalom pseciale e discesa libera.

### Paralimpiadi 1998
Ai Giochi di Nagano 1998, Vollmer ha gareggiato in quattro eventi della categoria LW3,4,6/8 e LW3,4,5/7,6/8, arrivando al 7º posto in discesa libera e al 8° nel supergigante. In entrambe le gare di slalom, gigante e speciale, Vollmer non ha raggiunto risultati significativi.

### Paralimpiadi 2002
A Salt Lake City 2002, Vollmer ha raggiunto il 5º posto nel superG categoria LW3,4,6/8,9 e nello slalom gigante LW6/8 e il 6º posto nella discesa libera LW3,4,6/8,9. Vollmer ha partecipato anche alla gara di slalom speciale, dove non ha ottenuto risultati notevoli.

## Palmarès

### Paralimpiadi
- 3 medaglie:
  - 1 argento (slalom gigante LW6/8 a Lillehammer 1994)
  - 2 bronzi (supergigante LW5/7,6/8 a Tignes 1992; supergigante LW6/8 a Lillehammer 1994)